# Maxhütte (Maxhütte-Haidhof)

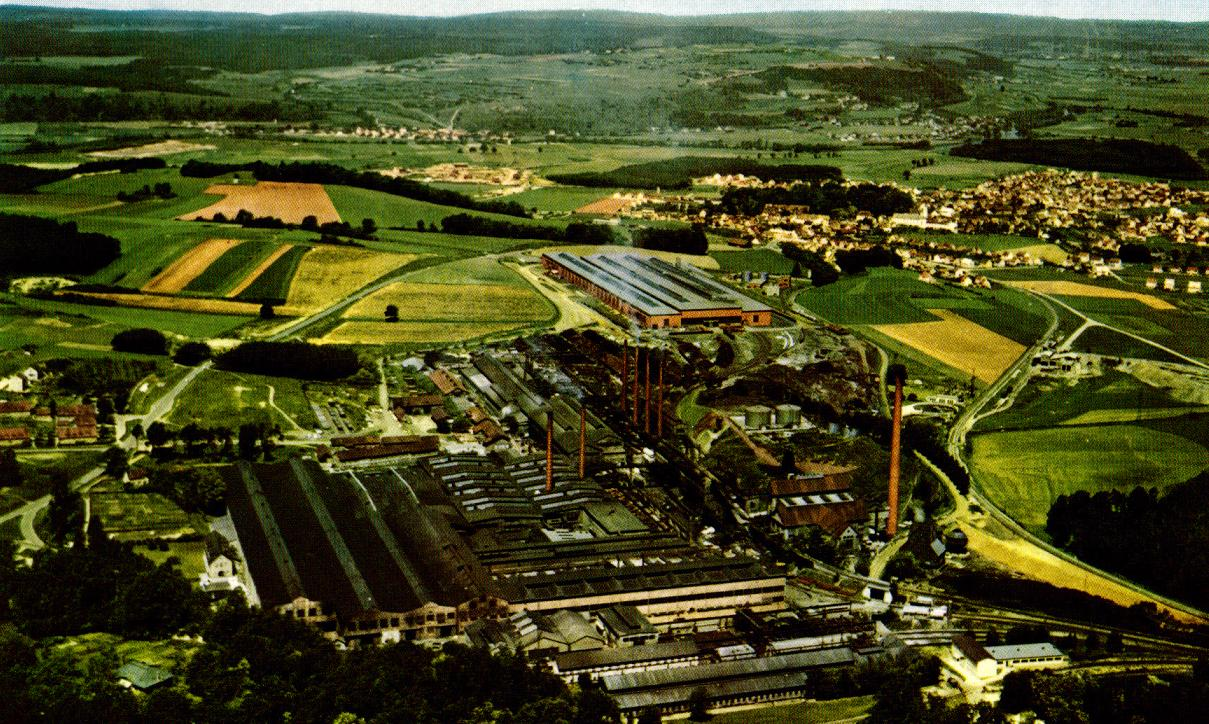
Eisenwerk Maximilianshütte um 1960, im Hintergrund Teublitz

Die Maxhütte in Haidhof, gegründet als T. Michiels, Henry Goffard & Cie, kurz danach umbenannt in Eisenwerk-Gesellschaft Maximilians-Hütte – bei Burglengenfeld (benannt nach Maximilian der II., König von Bayern), war ein Stahlwerk. 1851 wurde die Keimzelle der Maxhütte (MH) gegründet. Produktionsbeginn war im Januar 1853. Nach Verlagerung eines Großteils der Produktion sowie der Hauptverwaltung nach Rosenberg war das Werk Maxhütte-Haidhof ein Zweigwerk der MH. Heute ist es zum Teil ein Industriedenkmal in Maxhütte-Haidhof sowie ein Gründerzentrum und eine Firmenniederlassung.

## Geschichte

### T. Michiels, Henry Goffard & Cie
Mit Beginn der Geschichte der modernen Eisenbahn Mitte des 19. Jahrhunderts und des damit verbundenen, vernetzten Verkehrssystems wuchs auch der Bedarf an Schienen. Spätestens als der Adler seinen Betrieb auf der Strecke zwischen den beiden Städten Nürnberg und Fürth seinen kommerziellen Betrieb aufnahm, war die Eisenbahn auch in Bayern angekommen. Vor allem Gustav von Schlör, bayerischer Staatsminister für Handel und Öffentliche Arbeiten – auch als Eisenbahnminister bekannt – war ein vehementer Befürworter eines flächendeckenden Eisenbahnnetzes. Als Direktor der privaten Ostbahn-Gesellschaft setzte er im Bayerischen Landtag den Bau der Bahnlinie von Schwandorf über Weiden nach Bayreuth durch und legte damit einen Grundstein für die wirtschaftliche Entwicklung dieser strukturschwachen Region.
Gustav von Schlör regte bereits 1848 in einer Eingabe an, „Die volkswirtschaftlichen Verhältnisse der Oberpfalz in einem vom Staate zu errichtenden Walzwerk zusammen zu fassen, um den vielen Holzkohleöfen den Absatz zu sichern und den Schienenbedarf wenigstens teilweise zu befriedigen.“ Er scheiterte mit dieser Eingabe, da der bayerischen Staatsregierung das nötige Kapital fehlte.

Henry Goffard

Am 12. Oktober 1850 unterbreitete der belgische Konsul in München, Télémaque Fortuné Michiels, zusammen mit dem Eisenbahnbauer Henry Goffard dem bayerischen König Maximilian II. den Vorschlag, in der Nähe von München ein Walzwerk zur Schienenproduktion zu bauen. Télémaque F. Michiels war zudem Unternehmer und unterhielt in Eschweiler-Aue über seine Anonyme Gesellschaft (Aktiengesellschaft) T. Michiels & Cie. seit 1852 ein Stahlwalzwerk, die spätere Phoenix AG für Bergbau und Hüttenbetrieb.
Aufgrund neu entdeckter Kohlevorkommen entschied man sich zur Verlagerung des geplanten Stahlwerkes in die Oberpfalz statt in der Nähe von München. Am 22. Dezember 1850 reiste Michiels nach Burglengenfeld, wo im dortigen Sauforst (der Begriff kommt von „Schauen“ und nicht von „Sau“ (= Schweine)) 1835 eine „bräunliche Masse“ und zwar rote Kohle – heute als Lignit eingelagert in Braunkohle bekannt – gefunden und seitdem abgebaut wurde. Nach verschiedenen, zum Schluss erfolgreichen Verhandlungen mit den beiden Staatsministern Gustav von Schlör und Ludwig von der Pfordten kauften beide Unternehmer (Michiels und Goffard) die ersten Grundstücke zwischen Burglengenfeld und Haidhof auf. Dies erfolgte bereits vor einem abgeschlossenen Werks-Schienen-Liefervertrag mit der bayerischen Regierung und ihren Staatsbahnen.
Am 17. April 1851 schlossen Michiels und Goffard mit der königlichen bayerischen Staatsregierung einen Vertrag über die Errichtung eines Schienenwalzwerkes in der Oberpfalz sowie über die kontinuierliche Lieferung von Eisenbahnschienen an die bayerischen Staatsbahnen ab. Noch am selben Tag wurde die Kommandit-Gesellschaft auf Aktien „T. Michiels, Henry Goffard & Cie“ unter finanzieller Beteiligung von Münchner und Augsburger Geschäftsleuten gegründet. Als Sitz der Gesellschaft wurde die zu errichtende Fabrikanlage im Sauforst bei Burglengenfeld und als Gesellschaftskapital 600.000 Gulden angegeben. Am 29. Juli 1851 wurde die Genehmigung zum Bau des Eisenwerkes im Sauforst erteilt. Durch verschiedene Widrigkeiten personeller und technischer Art verzögerte sich der Bau des Walzwerkes erheblich. So waren die angeworbenen Arbeiter weder Fachleute noch hochmotiviert, zudem stammten sehr viele aus dem kriminellen Milieu. Die vor Ort geförderte Lignit-Kohle (auch als Rohbraunkohle oder junge Braunkohle bezeichnet) war extrem feucht (Wassergehalt um 40 %) und sie ließ sich weder im Puddelofen noch im Schweißofen ohne vorherige Trocknung verwenden. Aus diesem Grunde mussten mehrere hundert Trockenkammern auf dem Betriebsgelände neu aufgestellt werden. Erst am 10. Januar 1853 konnte der Betrieb endlich aufgenommen werden.

### Eisenwerk-Gesellschaft Maximilians-Hütte – kurz: Maxhütte

Erster Aktienmantel der Eisenwerk-Gesellschaft

Am 4. März 1853 meldete das Landgericht Burglengenfeld an die Regierung der Oberpfalz in Regensburg, dass mittlerweile „Vier Buttel und ein Schweißofen“ Tag und Nacht arbeiten würden. Hintergrund dieser Meldung war auch der, dass dem Unternehmen das Kapital ausging. Bevor es richtig los ging, bestand schon Gefahr eines Konkurses. So verließ als erster der Mitgesellschafter Télémaque Fortuné Michiels das Unternehmen. In einer darauf folgenden Generalversammlung beschloss man die Kommandit-Gesellschaft auf Aktien „T. Michiels, Henry Goffard & Cie“ aufzulösen und eine neue Gesellschaft mit anderen Statuten zu gründen. Am 26. September 1853 wurde die Eisenwerk-Gesellschaft Maximilians-Hütte gegründet, welche mit eigenhändiger Unterschrift des Königs Maximilian II. besiegelt wurde.

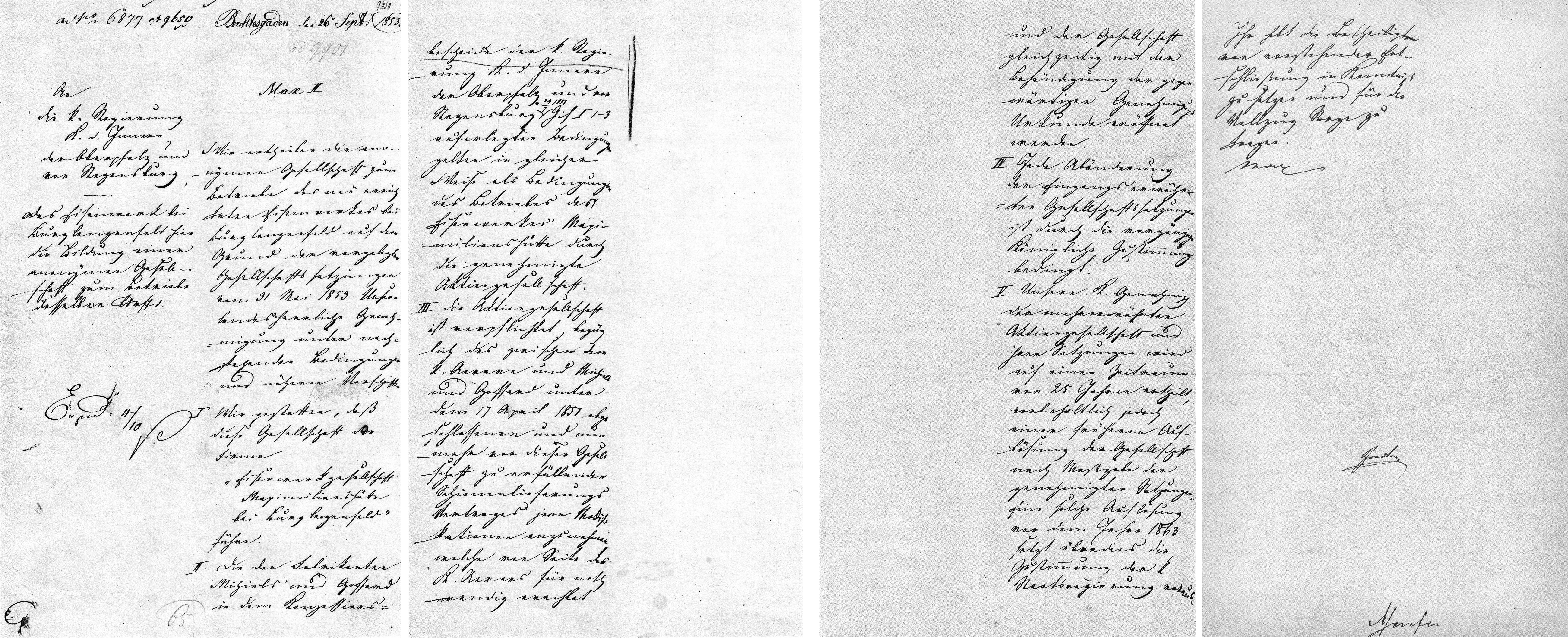
Konzessionsurkunde von 1853

Obwohl laut Auskunft des Geschäftsdirektors Henry Goffard das Werk im August 1853 im regelmäßigen Betrieb war und damit pro Woche 50 Tonnen Schienen produziert wurden, konnte man den abgeschlossenen Schienenlieferungsvertrag nicht erfüllen. Zu diesem Zeitpunkt empfahl Goffard, die Eisenwerk-Gesellschaft Maximilians-Hütte kurz: Maxhütte zu nennen. Am 6. Dezember 1853 wurde sogar ein „königlicher Comissär“ mit Namen Franz Freiherr von Lobkowitz eingesetzt, um das Werk vorwärts zu bringen. Von Lobkowitz verfügte nicht nur über ausreichende wirtschaftliche Kenntnisse, sondern als „königlicher Comissär“ der Ostbahn-Gesellschaft auch über Fachkenntnisse.

### Ära Fromm
Als am 28. Oktober 1854 Henry Goffard an einem Lungenleiden starb, stand das Werk kurz vor dem Konkurs. Oberingenieur Ernst Fromm, der seit Juni 1853 im Werk tätig war, verfasste einen positiven Bericht, der den Maxhütten-Aktionär Josef Anton Ritter von Maffei veranlasste, die Liquidation des Werkes aufzuschieben. Nach einigen Tagen Bedenkzeit entschloss sich von Maffei die junge Maxhütte mit einem größeren Geldbetrag finanziell zu unterstützen. Diese Entscheidung veranlasste wiederum die belgische Firma Lieutenant und Peltzer in Verviers, sich finanziell an der Maxhütte zu beteiligen.
Der junge rheinische Hütteningenieur Ernst Fromm, der bereits im September 1853 in die technische Leitung der Maxhütte berufen wurde und Aktionär Josef Anton Ritter von Maffei sowie der „königliche Comissär“ Franz Freiherr von Lobkowitz sorgten von nun an gemeinsam für den Aufschwung der Maxhütte. Bereits im März 1855 konnte Fromm dem Verwaltungsrat berichten, dass die Betriebsergebnisse günstiger als erhofft waren und das Ausbringen der Öfen sogar größer als bei den Öfen in anderen deutschen Werken waren, welche mit guter Steinkohle gespeist wurden.
1855 wurde auch die Produktion von Eisenbandagen aufgenommen. Da die Erzlieferungen aus den Amberger Staatsgruben wenig verlässlich waren, schlug Ernst Fromm bereits 1856 vor, nach modernstem Verfahren aus eigenen Erzen und eigenen Hochöfen sich das Roheisen selbst herzustellen. Die Idee einer eigenen Hochofenanlage in Rosenberg, dem heutigen Ortsteil von Sulzbach-Rosenberg, war damit geboren.
Zunächst wurde allerdings im Werk Haidhof in 1858 der erste Puddelstahl erzeugt. Mit dem Kauf von Erzfeldern bei Sulzbach vom damaligen Erzlieferanten Graf von Poninsky wurde praktisch der Grundstein für die Entwicklung der Maxhütte in Rosenberg gelegt. Gekauft wurden die Erzfelder Etzmannsberg, Karoline, St. Anna, St. Georg, Delphin sowie Eichelberg. Das Feld Delphin wurde 1895 mit einem Schacht erschlossen und gleichzeitig in Erzfeld Fromm mit dem Fromm-Schacht umbenannt. Die Förderung lief dort bis 1943.

### Werk Rosenberg

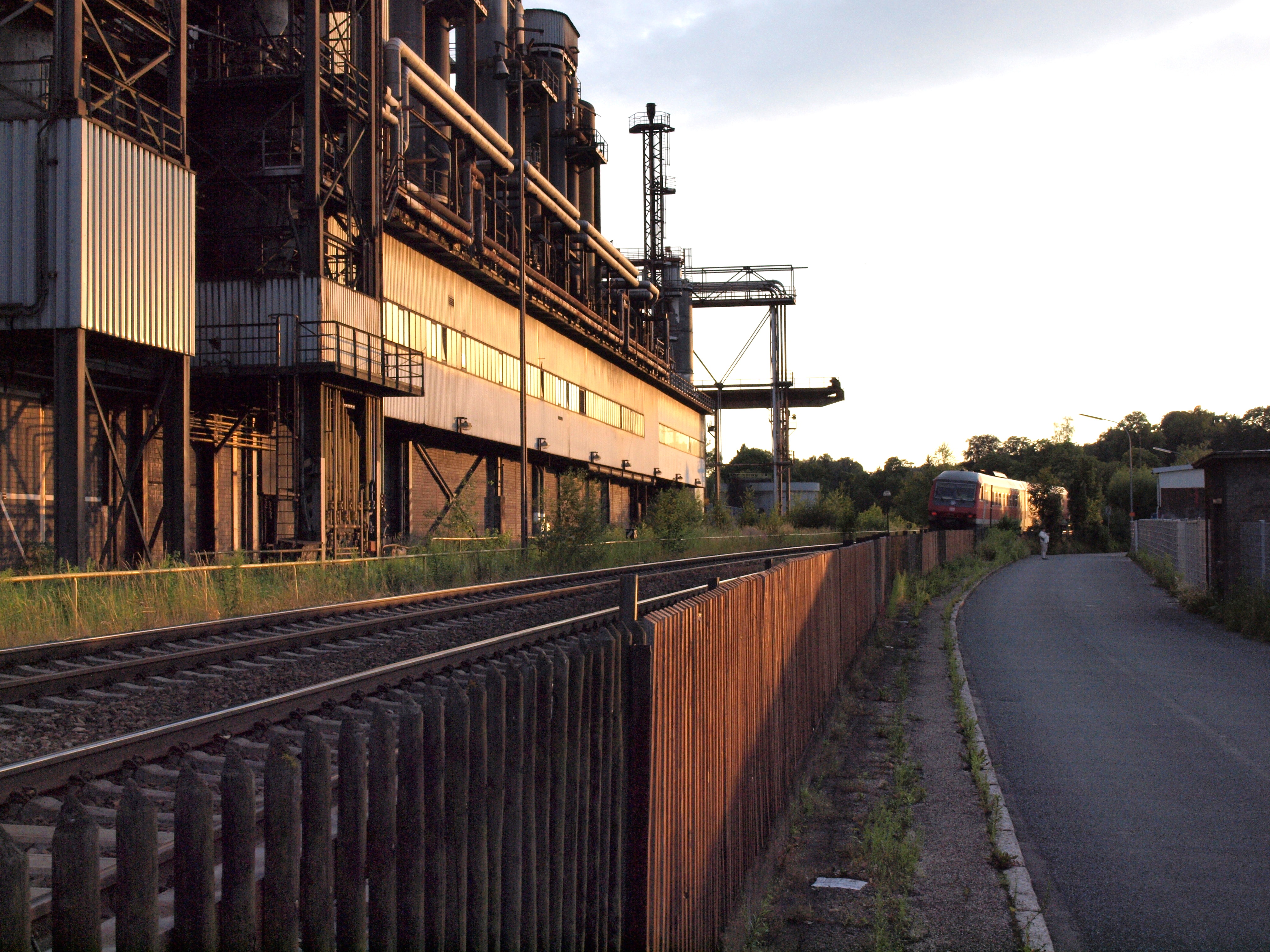
Maxhütte Rosenberg mit Ostbahnlinie Nürnberg-Schwandorf-Regensburg

Im August 1861 erwarb die Haidhofer Maxhütte gegenüber dem Dorf Rosenberg sowie dem Burgstall Rosenberg entlang der neu eröffneten Ostbahnlinie Nürnberg-Schwandorf-Regensburg ein größeres Gelände mit Kalksteinbruch. Der Preis betrug 15.117,30 Gulden. Unterstützt wurde das Projekt auch von Theodor von Cramer-Klett, dem Eigentümer der Maschinenbau Actiengesellschaft Nürnberg (die spätere MAN). Cramer-Klett zählte neben Gustav von Schlör und Franz Freiherr von Lobkowitz zu den wichtigen Wegbereitern der Eisenbahn in Bayern. Im August 1864 wurde der erste Hochofen in Rosenberg in Betrieb genommen.
Das damalige Hauptwerk in Haidhof wurde trotzdem sukzessive ausgebaut, und 1866 waren schon 21 Doppel-Puddelöfen, ein einfacher Puddelofen sowie zwölf Schweißöfen in Betrieb. Mit einem einzigen Doppel-Puddelofen konnten pro Jahr 600 Tonnen Schmiedeeisen hergestellt werden, während es in Preußen lediglich 480 Tonnen waren. So betrug die Jahreskapazität allein dieser 21 Doppel-Puddelöfen 12.600 Tonnen.
Zudem wurde in 1866 die Stabeisenstraße erweitert. Seit Unternehmensgründung im Jahr 1853 sowie dem anfänglichen Fehlstart entwickelte sich die Maxhütte rasant und wurde in kürzester Zeit das größte Eisenhüttenunternehmen Süddeutschlands. Es war zudem in Nordostbayern der einzige Hersteller von Rohstahl- und Walzstahlprodukten. Damit beherrschte die Maxhütte zu dieser Zeit den heimischen Roheisenmarkt. Die rund 50 kleineren Hochöfen anderer Unternehmer fielen dabei kaum ins Gewicht.
1867 ermöglichte die gerade neueröffnete böhmische Bahn den Transport von qualitativ hochwertiger Steinkohle aus Böhmen und die einheimische, sehr feuchte Lignitzkohle verlor an Bedeutung. Bereits im selben Jahr, also noch in 1867, wurden nur noch 90.000 Zentner Sauforster Lignitzkohle gefördert, allerdings 671.000 Zentner Steinkohle aus Böhmen verbraucht. Im selben Jahr wurden zwei weitere Schweißöfen aufgestellt.
1855 erfand der Engländer Henry Bessemer die Bessemerbirne, ein zylinderförmiges feuerfestes Gefäß, mit der sich das Roheisen zu Stahl umwandeln ließ. Ein solcher Bessemer-Konverter ermöglichte es, in 20 bis 30 Minuten die gleiche Menge an Stahl zu erzeugen, wie ein Puddelofen pro Tag. Das Verfahren war allerdings sehr jung und die Kenntnisse der metallurgisch-chemischen Abläufe im Konverter noch recht unbekannt. Bis in die 1860er Jahre wurde das Verfahren weiter optimiert.
Die Geschäftsleitung der Maxhütte in Haidhof entschied sich trotz der noch nicht ganz marktreifen Technik zum Kauf dieser zukunftsweisenden Technologie. Bereits im Frühjahr 1868 wurde in Haidhof die Bessemer-Hütte in Betrieb genommen, welche für eine Jahreskapazität von 4.000 Tonnen Stahl gut war. Allerdings forderten die bayerischen Staatsbahnen bereits in ihren Lieferverträgen für 1869 und 1870 ausdrücklich Stahlkopf- und Ganzstahlschienen aus Bessemerstahl. Vor allem deshalb, weil dieser Stahl sehr viel härter war und damit höhere Traglasten bewältigen konnte als der alte Puddelstahl. Die Eisenbahnen wurden aufgrund ihres großen Erfolges schließlich immer schwerer. Um diese Lieferverträge erfüllen zu können – die eigene Bessemer-Stahlproduktion musste noch weiter optimiert werden – kaufte man Bessemerstahl unter anderem aus Osnabrück hinzu.

### Werk Unterwellenborn
1868 sowie 1869 entschied die Geschäftsleitung den phosphorarmen Roheisen, der dringend benötigt wurde, aus Thüringen zu beziehen. Es wurden dann die phosphorarmen Erzfelder der Gewerkschaften Vereinigten Reviere bei Kamsdorf in Thüringen für lediglich 122.000 Mark erworben. Dass dies eine sehr kluge Entscheidung war, zeigte sich bereits zwei Jahre später, als Konkurrenten bis zu drei Millionen Mark für diese Reviere boten. Wegen des Erzmangels der Maxhütte mussten für mehrere Jahre zudem die staatlichen Gruben in Amberg aushelfen. 1869 gab es bereits 22 Doppel-Puddelöfen und 15 Schweißöfen, zudem wurde das Grobeisenwalzwerk erweitert. 1870 kamen ein weiterer Doppel-Puddelofen sowie ein zusätzlicher Schweißofen hinzu.

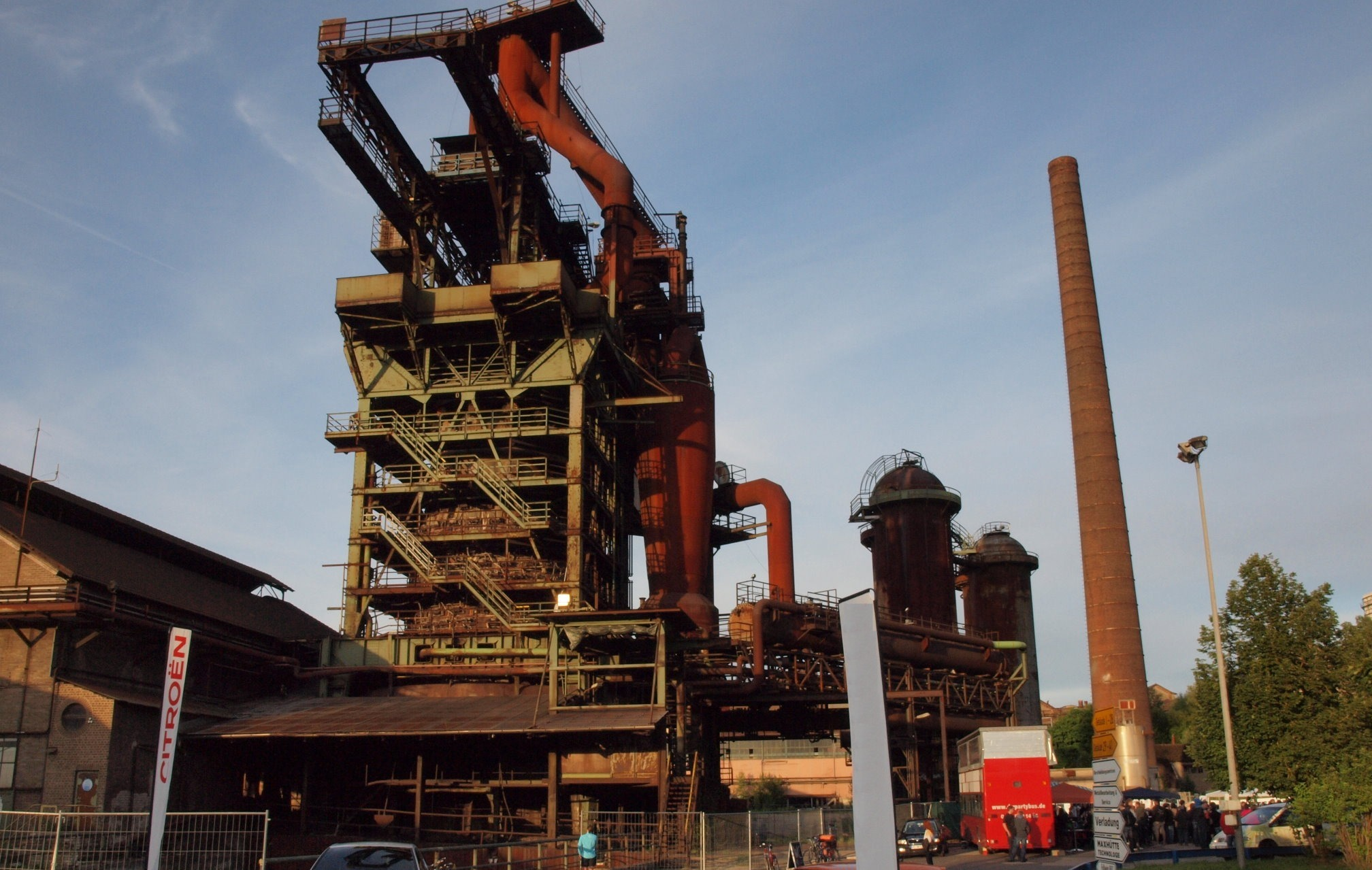
Maxhütte Rosenberg, der letzte bestehende Roheisen-Hochofen

Im September 1870 wurde der dritte Roheisen-Hochofen in Rosenberg in Betrieb genommen, um den Anforderungen des Haidhofer Puddelbetriebes gerecht zu werden. Dieser Hochofen wurde mit Saarkoks betrieben.
1872 wurde dann in Unterwellenborn in Thüringen das Zweigwerk Maxhütte (Unterwellenborn) in Betrieb genommen. Am 10. Juni 1873 wurde dort der erste Roheisen-Hochofen angeblasen. Erst dieses gewonnene Roheisen ging dann per Bahn nach Haidhof. Nach Installation von Bessemer-Konvertern in Thüringen wurde ab 1878 der Bessemerstahl nach Ostbayern transportiert und nach Bau eines Blockwalzwerks im thüringischen Zweigwerk wurde dann der fertige Blockstahl geliefert.
Einen nicht zu unterschätzenden Meilenstein schrieb man im Jahre 1874 als die Unternehmenseigner den Oberingenieur Ernst Fromm senior (sein Sohn Ernst arbeitet inzwischen auch in der Maxhütte in Haidhof) zum Generaldirektor ernannten. Beide Fromms sorgten dank ihres hohen technischen Verständnisses sowie ihrer teils wegweisenden Entscheidungen rechtzeitig für einen weiteren wirtschaftlichen Erfolg der Maxhütte, denn das Stahlgeschäft schwankte oft zwischen „Himmelhoch jauchzend, zum Tode betrübt“ sein, aufgrund von massiven Problemen, die regelmäßig auftraten. So erkannten beide Fromms recht schnell die Bedeutung des 1876/77 erfundenen Thomas-Verfahrens, welches kurzfristig die Bessemerkonverter in der Maxhütte ablösen sollten.
1878 gab es in Haidhof neben den zig Puddel- und Schweißöfen drei Kupolöfen und zwei Bessemerbirnen. Im selben Jahr wurde das Walzwerk für die Herstellung von Eisenbahn-Langschwellen angefahren sowie ein neues Feineisenwalzwerk in Betrieb genommen.
Im Winter 1880 lief ein modernes Triowalzwerk für die Herstellung von Trägern an. Die Ausführung all dieser Neubauten oblag inzwischen dem Oberingenieur Ernst Fromm junior.
Am 31. März 1886 trat Ernst Fromm senior als Chef der Maxhütte ab und übergab diesen Job seinem Sohn, dem königlichen Kommerzienrat Dr. Ing. e. h. Ernst Ritter von Fromm, der bis zum 30. September 1915 als alleiniger Vorstand der Maxhütte fungierte. Danach wurde er Aufsichtsratsmitglied. Am 29. Januar 1917 wurde Fromm junior in die Adelsmatrikel als „Ritter von“ eingetragen.
Das Thomasverfahrens setzte sich im Werk Rosenberg seit 1889 durch. Das bedeutete, dass das Puddelverfahren in Haidhof dem Ende zuging. Der Schwerpunkt der Stahlerzeugung lag nun in Rosenberg. Auch das Bessemerverfahren ging dann zu Ende, so dass man in Haidhof vorübergehend von der Flussstahlerzeugung abkam.

### Umzug nach Rosenberg

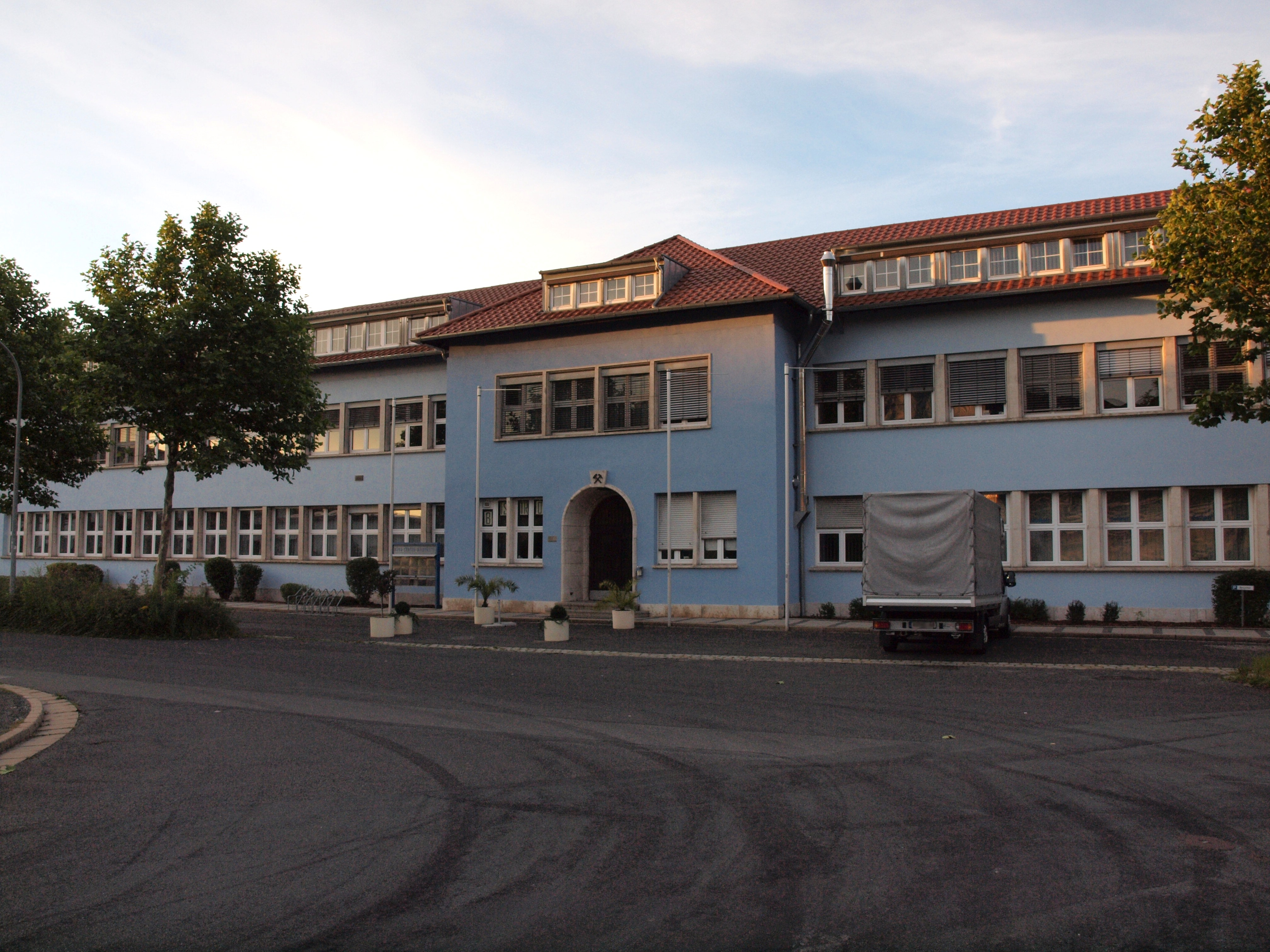
Maxhütte Rosenberg Hauptverwaltung

1892 erfolgte daher der Umzug der Hauptverwaltung von Haidhof nach Rosenberg. In Haidhof wird am 13. Oktober 1892 die letzte Schiene gewalzt, allerdings werden weiterhin Bleche gewalzt. Als Ausgleich wird im Februar 1893 der erste Siemens-Martin-Ofen mit 10-Tonnen Fassungsvermögen in Betrieb genommen. Dieser dient zur Reinigung von Roheisen mit anschließender Stahlgewinnung. Nach dem Erstarren des flüssigen Stahls in den Kokillen werden die Blöcke/Brammen zur Weiterverarbeitung ins Walzwerk transportiert.
1903 wird in Haidhof ein neues Walzwerk an Stelle der alten Anlage gebaut. Es werden dort die gleichen Produkte gefertigt wie auf der alten. 1905 wird ein neues Feinwalzwerk gebaut und in Betrieb genommen. Zunächst wird sie noch von Dampfmaschinen angetrieben, ab 1910 erfolgte die Umstellung auf einen elektrischen Antrieb.
1908 wird das komplette Puddelwerk stillgelegt und abgerissen. 1911 wird das erste elektrische Blechwalzwerk gebaut und 1912 wurde ein Warmwalzwerk erstellt. 1913 wurde eine zweite Blechstraße in Betrieb genommen. Kurz vor Kriegsbeginn wurden in Haidhof 68.700 Tonnen Stahl pro Jahr, produziert, während es im Zeitraum 1875/1876 nur rund 39.300 Tonnen waren. Zusammen mit Rosenberg wurden 1913 / 14 immerhin 129.000 Tonnen Stahl in diesem Jahreszeitraum hergestellt.
Am 2. Juli 1914 wird Albert Vogel als technischer Direktor nach Haidhof berufen. Während des Ersten Weltkrieges werden in Haidhof Stahlguss-Granaten hergestellt. Nach Kriegsende erfolgte Anfang 1919 eine Modernisierung des Werkes. So werden unter anderem eine große Mittelwalzstrecke, eine zentralisierte Gaserzeugungsanlage, ein modernes Siemens-Martin-Stahlwerk mit drei kippbaren Öfen, eine große Graugussgießerei sowie eine elektrische Kraftzentrale gebaut. Letztere wird mit Wackersdorfer Rohbraunkohle beheizt. 1918 verfügte das Siemens-Martin-Stahlwerk in Haidhof über vier Siemens-Martin-Öfen. Aufgrund der allgemeinen Kohleknappheit konnte das Siemens-Martin-Werk im Jahr 1919 allerdings an nur 14 Tagen betrieben werden.

### Ära Röchling – die Gründerfamilien treten zurück

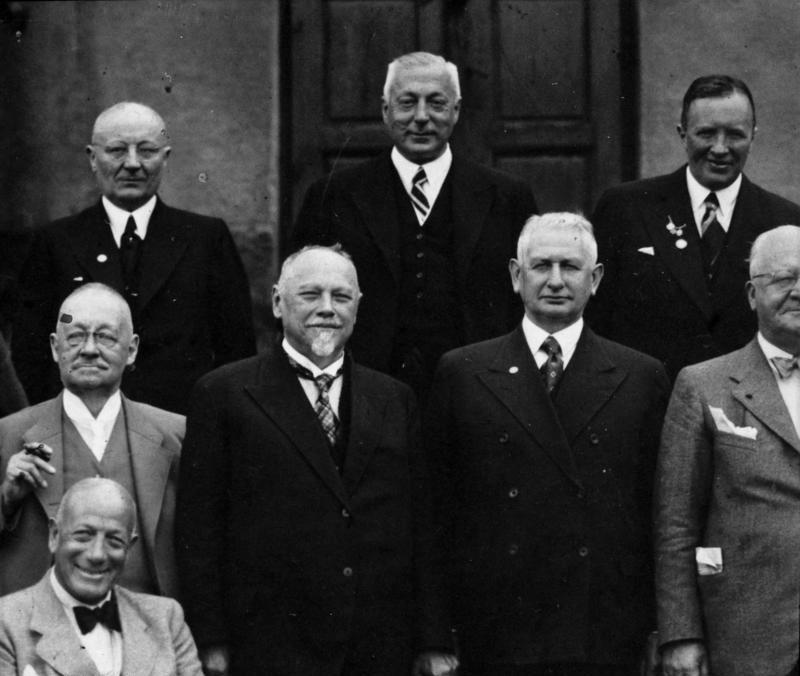
Karl Raabe mit Mitgliedern des Vorstandes und des Aufsichtsrates der Maxhütte (1937). Obere Reihe von links: Hans Krugmann, Karl Raabe, Hermann Terberger; untere Reihe von links: Konsul Heinrich von Stein, Eugen Böhringer, Friedrich Flick, Carl Schneider (abgeschnitten); sitzend: Robert Röchling.

1921 erwarb die Maxhütte daher die Mehrheit der Steinkohlenzeche Mont-Cenis in Westfalen und sicherte sich damit eine gute Kohleversorgung. Dieser Kauf war möglich geworden, weil am 7. April 1921 Hermann Röchling 50 % des Aktienkapitals der Maxhütte erwarb. Vorab, in 1917 kaufte er die Zeche Mont Cenis. Rund ein Drittel des Aktienkapitals erwarb eine belgische Unternehmensgruppe. Am selben Tag (7. April 1921) traten auf einer Generalversammlung die bisherigen Aufsichtsratsmitglieder Hugo Ritter und Edler von Maffei sowie Dr. Ing. e. h. Ernst Ritter von Fromm zurück. Damit endete die Gründer-Ära.
1925 erfolgte der Umbau der Feinstraße aus dem Jahre 1905. Mit der Aufstellung der neuen Mittel- und Feinstraßen, den dazugehörigen neuen Stoßöfen, der erforderlichen Adjustage und mit der Errichtung von zwei großen Versandhallen wurde das Stabstahlwalzwerk umfangreich modernisiert. Während bisher das Hauptgewicht auf Stab- und Formeisen gelegen hatte, gewinnt die Erzeugung von Feinblechen, insbesondere von Stanz- und Dynamoblechen, immer mehr an Bedeutung. Zudem geht in diesem Zeitraum ein modernes Siemens-Martinwerk mit drei kippbaren 30-Tonnen-Öfen, seitlichem Schrottplatz, Magnetkränen, zwei elektrischen Chargierkränen in der Ofenhalle, einem Gießkran und mehreren Arbeitskänen in Betrieb.

### Ära Flick

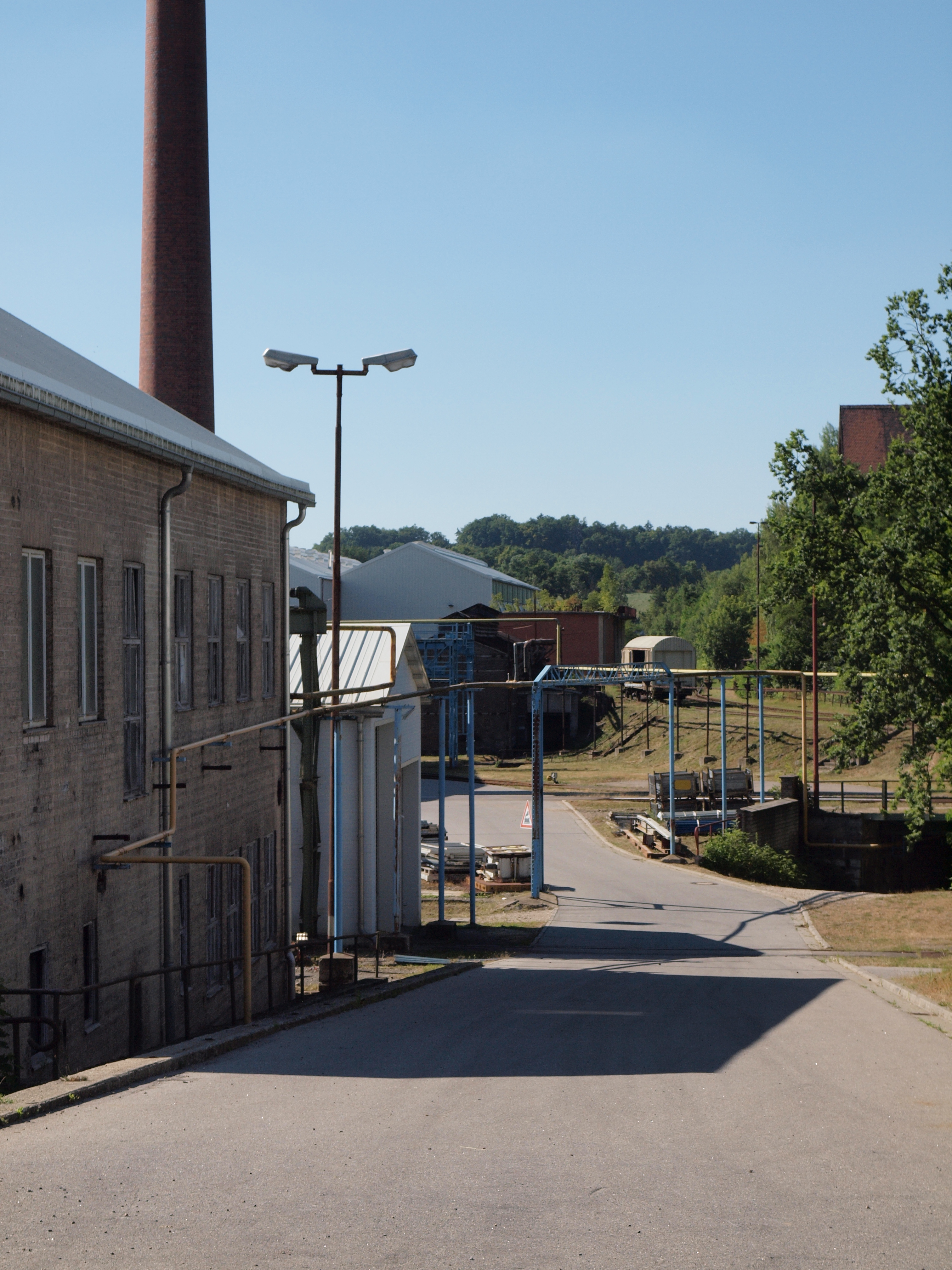
Maxhütte-Haidhof, ein kleiner Teil der restlichen Gebäude.

Am 29. September 1929 kaufte Friedrich Flick das Aktienpaket vom Röchlingkonzern sowie das der belgischen Unternehmensgruppe auf. 1931 erfolgte dann der Konzernaufbau der Unternehmen Maxhütte und Mitteldeutsche Stahlwerke in die Holdinggesellschaft Charlottenhütte AG. Zu diesem Zeitpunkt gehörten zur Maxhütte (MH) die Werke in Rosenberg, in Haidhof, das Eisenwerk Fronberg, die Gruben in Auerbach und Sulzbach-Rosenberg sowie das Werk in Unterwellenborn sowie die thüringischen Erzgruben.
Nach dem Zweiten Weltkrieg konnte die von den Alliierten angedrohte Demontage des Hüttenwerks Haidhof mit Unterstützung des Bayerischen Staatsministeriums für Wirtschaft abgewendet werden. Darüber hinaus gewährte der Freistaat Bayern 1951 dem Friedrich Flick – respektive seinem Stellvertreter Konrad Kaletsch, der bereits am 22. Dezember 1947 in den Nürnberger Prozessen freigesprochen wurde – ein Darlehen von 20 Millionen DM und erhielt dafür im Gegenzug 26 % der Maxhüttenaktien. 1954 / 55 gab der Freistaat Bayern dieses Aktienpaket für 33 Millionen DM wieder an Flick zurück.
Am 26. September 1953 feierte die Maxhütte ganz groß im Kongresssaal des Deutschen Museums in München ihr 100-jähriges Bestehen.
1962 erfolgte die Inbetriebnahme des Kaltwalzwerkes in Haidhof (zur kontinuierlichen Stab- und Betonstahlfertigung) und Anfang der 70er Jahre (ab 1971) wurde die Stahlproduktion auf Rosenberg konzentriert. Aus diesem Grund wurde 1971 das Siemens-Martin-Stahlwerk in Haidhof dichtgemacht. Dies war der Beginn des Endes des Werkes Haidhof.

### Ära Klöckner
Nachdem am 20. Juli 1972 Friedrich Flick starb, wurde die gesamte Maxhütte am 17. August 1976 für 270 Millionen DM an den Klöckner-Konzern verkauft. Dem Neueigentümer brachte das erhebliche öffentliche Subventionen ein. In der Stahlkrise, die zu dieser Zeit wirkte, waren diese Subventionen sowie die daraus resultierenden Synergieeffekte hochwillkommen.
1978 wurden im Werk Haidhof unter anderem die Gießerei sowie die Walzstraße I stillgelegt.

### Konkurs 1987 bis 1990
In der Nacht vom 30. September zum 1. Oktober 1985 verkaufte der Maxhüttenvorstand das Kaltwalzwerk in Haidhof an den Haupteigentümer Klöckner-Werke. Dieser gesamte Vorgang war ein großes Politikum, es ging – neben Barem – unter anderem um Stahlquoten. Am 31. März 1987 fand die letzte Schicht im dortigen Kaltwalzwerk statt. Am 16. April 1987 kam es zum ersten Konkurs der gesamten Maxhütte (Gesamtbelegschaft: 4.500 Beschäftigte). Am 30. Juni 1990 wurde das Werk Maxhütte-Haidhof dann endgültig stillgelegt.

## Nutzung des ehemaligen Maxhüttengeländes

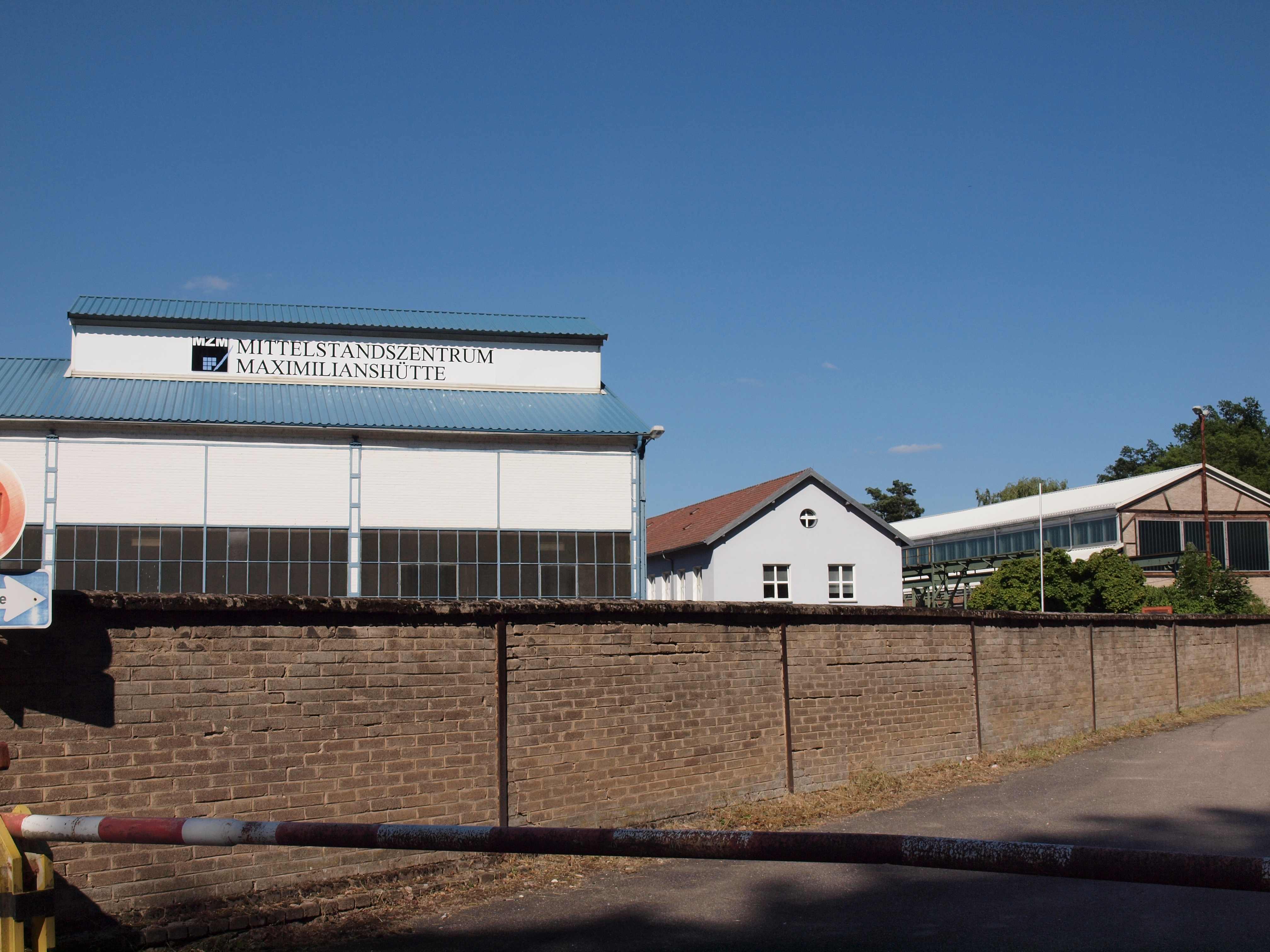
Maxhütte-Haidhof, ehemaliges Betriebsgelände – das Mittelstandszentrum

Auf dem Maxhüttengelände (Hüttenstraße 1, 93142 Maxhütte-Haidhof) befindet sich seit dem 14. März 1997 die Mittelstandszentrum Maximilianshütte GmbH. Die Gesellschafter sind der Landkreis Schwandorf sowie die Städte Maxhütte-Haidhof, Teublitz und Burglengenfeld.
Das Unternehmen Läpple Automotive (gehört zur Stadt Teublitz), welches sich auf dem ehemaligen Maxhüttengelände befindet, fertigt Karosseriekomponenten und -systeme für die Automobilindustrie auf rund 400.000 Quadratmetern. Unter anderem werden dort Türen, Heck-, Front-, Dach- und Seitenteile hauptsächlich für Mittel- und Oberklassefahrzeuge sowie für Sportwagen, aber auch für Nutzfahrzeuge aus Blech gefertigt. Das Unternehmen ist eine Tochtergesellschaft der Läpple AG in Heilbronn.